# Live at the Aquarius Theatre: The Second Performance
Albums de The Doors
Live at the Aquarius Theatre: The First Performance
(2001) Backstage and Dangerous: The Private Rehearsal
(2002)
Live at the Aquarius Theatre: The Second Performance est un album enregistré pendant le concert donné par The Doors à L'Aquarius Theatre à Los Angeles le 22 juillet 1969. Il est sorti en 2001 sous l'étiquette Bright Midnight records. Ce concert est le onzième après les événements qui se sont déroulés à Miami pendant le concert du 1er mars 1969. Durant le concert, des chansons du futur album Morrison Hotel sont présentes (You Make Me Real (utilisée pour l'album Alive, She Cried), Peace Frog (les paroles ne sont pas encore écrites, cette version est instrumentale) et Blue Sunday). Universal Mind et Soul Kitchen ont été utilisés pour l'album Absolutely Live. Les chansons Touch Me et The Crystal Ship ont, quant à elles, servi à l'album The Bright Midnight Sampler.

## Titres
Disque 1 :
1. Concert Introduction And Tuning
2. Jim's Introduction
3. Back Door Man
4. Break On Through (To The Other Side)
5. When The Music's Over
6. Tuning #1
7. You Make Me Real
8. Tuning #2
9. Universal Mind
10. The Crowd Humbly Requests
11. Mystery Train / Crossroads
12. The Crowd Again Requests
13. Little Red Rooster
14. Tuning #3
15. Gloria
16. Tuning #4
17. Touch Me
18. The Crystal Ship

Disque 2 :
1. Tuning #5
2. Light My Fire
3. The Crowd Requests Their Favorites
4. The Celebration Of The Lizard
5. A Request Of The Management
6. Soul Kitchen
7. Jim Introduces Ray
8. Close To You
9. A Conversation With The Crowd
10. Peace Frog (Instrumental)
11. Blue Sunday
12. Five To One
13. The Crowd Again Requests Their Favorite
14. Jim Introduces The Movie
15. Rock Me

## Membres
- Jim Morrison - Chant
- Ray Manzarek - Clavier, Chant
- John Densmore - Batterie
- Robby Krieger - Guitare